# Вільяарта
Вільяарта (ісп. Villaharta) — муніципалітет в Іспанії, у складі автономної спільноти Андалусія, у провінції Кордова. Населення — 762 особи (2010).
Муніципалітет розташований на відстані близько 270 км на південь від Мадрида, 29 км на північ від Кордови.
На території муніципалітету розташовані такі населені пункти: (дані про населення за 2010 рік)
- Вільяарта: 730 осіб
- Серро-Мігеліто: 19 осіб
- Ла-Мімбре: 5 осіб
- Пабельйонес-де-Сан-Ісідро: 0 осіб
- Солана-дель-Пеньйон: 8 осіб

## Демографія
Динаміка населення (INE ):

## Галерея зображень

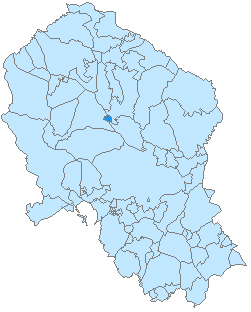
Розташування муніципалітету у провінції Кордова